# 劳伦蒂努
劳伦蒂努是巴西圣卡塔琳娜州的一个市镇。总面积79.506平方公里，总人口5483人，人口密度69人/平方公里。